# Robert John Russell
Robert John Russell est fondateur et directeur du Centre de théologie et des sciences naturelles rattaché au Graduate Theological Union. Il est également professeur de théologie et de sciences. Ses domaines d'études sont les mécanismes scientifiques et la croyance chrétienne.

## Biographie
Robert John Russell est un ministre ordonné de l'Église unie du Christ. Il a étudié la physique dans plusieurs universités. Il a réalisé un B.S. à l'Université de Stanford, un M.S. à l'Université de Californie à Los Angeles. Il a obtenu un doctorat en physique à l'Université de Californie à Santa Cruz. Il a également une maîtrise en théologie obtenue à la Pacific School of Religion. 
Russell a enseigné la physique au Carleton College et la science et la religion avec Ian Barbour pendant plusieurs années avant de rejoindre le Graduate Theological Union en 1981. 
De 1984 à nos jours, Robert John Russell a publié des articles explorant la consonance et la dissonance entre la physique moderne, la biologie évolutive et la théologie chrétienne. Il est aussi l'éditeur principal des volumes en collaboration avec l'Observatoire du Vatican sur la question de la science et de l'action divine.
Il est un acteur du programme de recherche STARS : "Science and Transcendence Advanced Research Series".
Dans un ouvrage publié en 2006, quinze auteurs ont commenté la contribution de Russell au sujet de l'interaction entre la théologie et la science.

## Publications
- (en) Robert John Russell, Murphy Nancey et Arthur R. Peacocke, Chaos and complexity : scientific perspectives on divine action (Actes de congrès), Vatican Observatory, coll. « Series on divine action in scientific perspective », 1995 (ISBN 9780268008123, BNF 39248475).
- (en) Robert J. Russell, Nancey Murphy et William R. Stoeger, Twenty Years of Challenge and Progress, Vatican Observatory / Center for Theology and Natural Sciences, coll. « Scientific Perspectives on Divine Action », 2008 (ISBN 978-88-209-7961-4).
- (en) Robert John Russell, Nancey Murphy et C. J. Isham, Quantum cosmology and the laws of nature (Actes d'une conférence tenue au Vatican observatory, Castel Gandolfo, octobre 1991), Vatican / Berkeley, Observatoire du Vatican / the Center for theology and the natural sciences, coll. « A series on scientific perspectives on divine action », 1999 (BNF 37630186).